# Ernst-Heinrich Schmauser
Ernst-Heinrich Schmauser, född den 18 januari 1890 i Hof an der Saale, försvunnen den 20 februari 1945 i närheten av Altenrode, Landkreis Breslau, var en tysk SS-Obergruppenführer och general i Waffen-SS och polisen. Under andra världskriget var han Högre SS- och polischef i Schlesien (Höhere SS- und Polizeiführer Südost, förkortat HSSPF Südost) med säte i Breslau. Kort innan Auschwitz befriades av Röda armén, beordrade Schmauser att tusentals lägerfångar skulle avrättas. Enligt en källa avrättades Schmauser i Sovjetunionen den 31 december 1945.

## Mordet på Ernst Röhm
Den 30 juni 1934 ägde de långa knivarnas natt rum, då Adolf Hitler lät rensa ut ledarskapet inom Sturmabteilung (SA). Hitler tvekade att låta mörda SA:s ledare Ernst Röhm, men gav den 1 juli ordern att han skulle röjas ur vägen. Reichsführer-SS Heinrich Himmler beordrade Brigadeführer Theodor Eicke att skjuta Röhm, men att han först skulle erbjudas att begå självmord. Lippert, som var Eickes adjutant, for till Stadelheim-fängelset i München tillsammans med Eicke och förbindelseofficeren Ernst-Heinrich Schmauser för att utföra ordern. Eicke och Lippert gick in i Röhms cell och förklarade att Führern hade dömt honom till döden för högförräderi och lämnade en pistol i cellen. De väntade femton minuter i fängelsekorridoren, innan de återvände till Röhm. Eicke och Lippert sköt Röhm samtidigt och någon av dem gav Röhm ett nådaskott i hjärtat. Enligt en källa var det Schmauser som utdelade det sista skottet.

## Befordringshistorik
- SS-Standartenführer: 15 oktober 1930
- SS-Oberführer: 6 oktober 1932
- SS-Brigadeführer: 3 juli 1933
- SS-Gruppenführer: 15 september 1933
- SS-Obergruppenführer: 20 april 1937
- General der Polizei: 10 april 1941
- General der Waffen-SS: 1 juli 1944